# Дрбоглав Іван Федорович
Іван Федорович Дрбоглав (чеськ. Jan Drbohlav, рос. Иван Фёдорович Дрбоглав) (1851, Їчин, Чехія — після 1911, Глинськ, Здолбунівський повіт, Волинська губернія) — селянський депутат II Державної думи від Волинської губернії, чеський фермер-переселенець, займався броварством, охрестився в православ'я.

## Біографія
Народився 1851 року в Лібуні біля Їчина в Чехії (чеськ. Libuni na Jičínsku v Čechách). Закінчив реальне училище при Академії живопису в Австро-Угорщині, працював учителем. 

У 1877 році переселився до Російської імперії, в село Глинськ (чеськ. Hlinsk, пол. Glińsk)  Рівненського повіту Волинської губернії, де займався хліборобством (50 десятин) і володів плодовим розплідником.  Вирощування хмелю принесло великі гроші волинським чехам, які вони вкладали в закупівлю сільськогосподарської техніки, будівництво та придбання додаткової землі для створення дочірніх поселень-колоній. Чеські колоністи відзначилися також у розведенні сільськогосподарських тварин: коні, свині, корови, птахи тощо.

Православний (!), селянин села Глинськ Дяткевицької волості Рівненського повіту. Був управляючим броварнею Т.Смоліка, а згодом володів і власною пивоварнею, входив до "Волинського броварського союзу" (спілки виробників алкоголю), до його Здолбунівського відділу та входив до його розпорядчої комісії: спілка часто проводила національну культурну роботу, оскільки складалася в основному з чехів. Також відомо, що багато чеських сімей перейшли з католицтва-гуситства в православ'я:

| У Глинську майже після кожної служби проповідував місцевий православний священик Матвій Тамовський чеською мовою. Він був тут одним із енергійних діячів єднання з православ'ям Чеський православний проповідник і викладач житомирської гімназії Іван Осипович Саска (колишній чех священик Ян Саска). Вже в 1888 році їм вдалося залучити до православ'я 53 чехів, включно з власником пивоварні Т. Смоліком, управляючим його фабрики Яна (Івана) Дрбоглава та волосного писаря А.Тучека. У 1889 р. ще 31 чех із Глінської перейшов у православ’я. |
| — Jaroslav Vaculík https://www.scvp.eu/downloads/Dejiny_volynskych_cechu_1.pdf |

У 1906 був виборщиком в I Державну думу, а 6 лютого 1907 був обраний членом II Державної думи від загального складу виборщиків Волинського губернських виборчих зборів. Входив до групи безпартійних. 

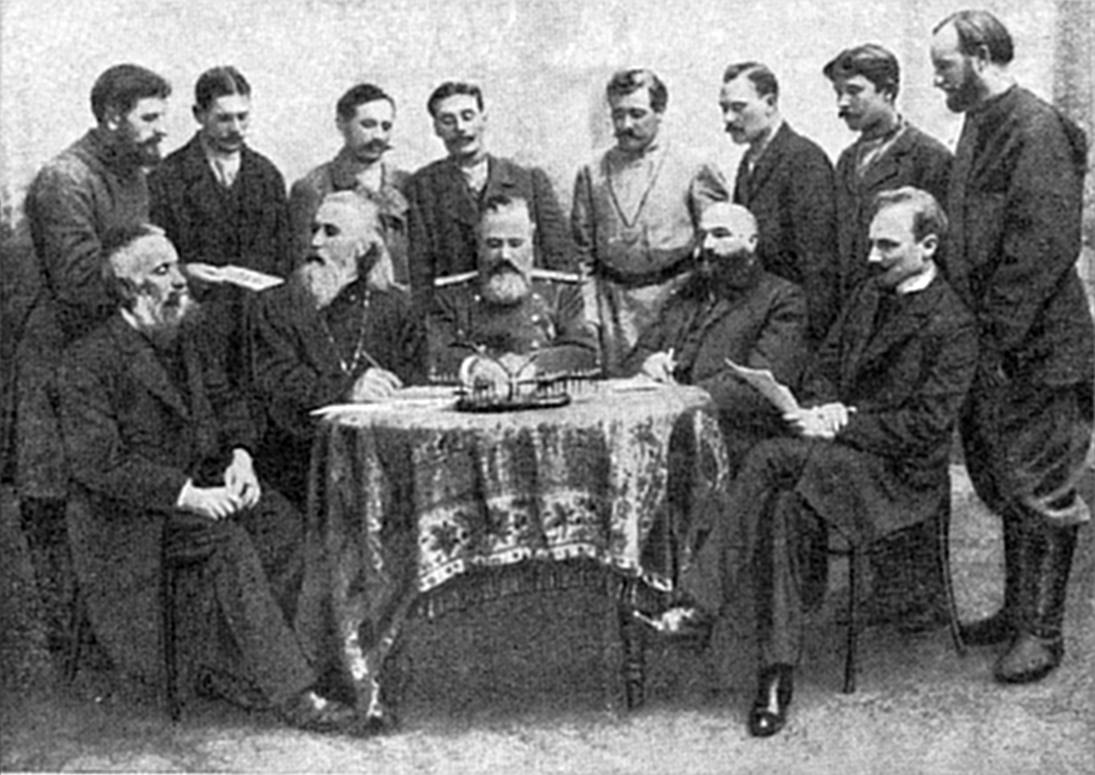
Члени ІІ Державної думи від Волинської губернії.
Сидять: І.Ф. Дрбоглав, Д.І. Герштанський, Г.Є.Рейн, Г.М. Бєляєв, В.В. Шульгін; Стоять: П.С. Васюхнік, Є.В. К. Бас, А.Ф. Коренчук, І.С. Ющук, В.С. Калішук, М.Ф. Гаркавий, М.А. Ігнатюк, М.М. Никончук

У роботі думських комісій не брав участі, якийсь вклад Дрбоглава як депутата Держдуми мінімальний. За більш активної участі та кращої організації волинські чехи могли б досягти кращого результату. Журнал «Ruský Čech» («Руський чех») писав про політичну байдужість, національну несвідомість і слабкий інтерес до виборів:

| «Всі політичні партії, всі національності проявляють гарячкову активність, тільки ми, чехи, нічого ми нічого не робимо, ні про що не дбаємо... Лише наша чеська лінь і пасивність винні в тому, що навіть у Росії, як і скрізь, нас відсувають на другий план...» |
| — Журнал «Ruský Čech» |

У 1911 році брав участь у депутації чеських селян до волинського губернатора графа Олександра Павловича Кутайсова, щоб довести легітимність перебування чехів на Волині, "виправдавши" себе перед чорносотенними організаціями, які були популярні серед жителів Волині, особливо великих капіталістів: часто вони через політичні акції та погроми ліквідували успішних конкурентів-"інородців": чехів, німців, євреїв, українців, поляків тощо. 

Подальша доля Дрбоглава невідома.